# Хрисовица (дем Термо)
Вижте пояснителната страница за други значения на Хрисовица.
Хрисовѝца или Ано Хрисовица (на гръцки: Χρυσοβίτσα, Άνω Χρυσοβίτσα), тоест Горна Хрисовица е село в Република Гърция, дем Термо, област Западна Гърция. 

## География
Селото е на 30 километра от Агринио.

## Личности
Родени в Хрисовица
- Аристовулос Коис (1869 – ?), гръцки офицер и деец на гръцката въоръжена пропаганда в Македония